# Phygela haanii
Phygela haanii är en insektsart som beskrevs av Carl Stål 1876. Phygela haanii ingår i släktet Phygela och familjen vårtbitare. Inga underarter finns listade i Catalogue of Life.